# Eucharidema salahuta
Eucharidema salahuta är en fjärilsart som beskrevs av Arnold Pagenstecher 1888. Eucharidema salahuta ingår i släktet Eucharidema och familjen mätare. Inga underarter finns listade i Catalogue of Life.